# Quản lý cấp cao

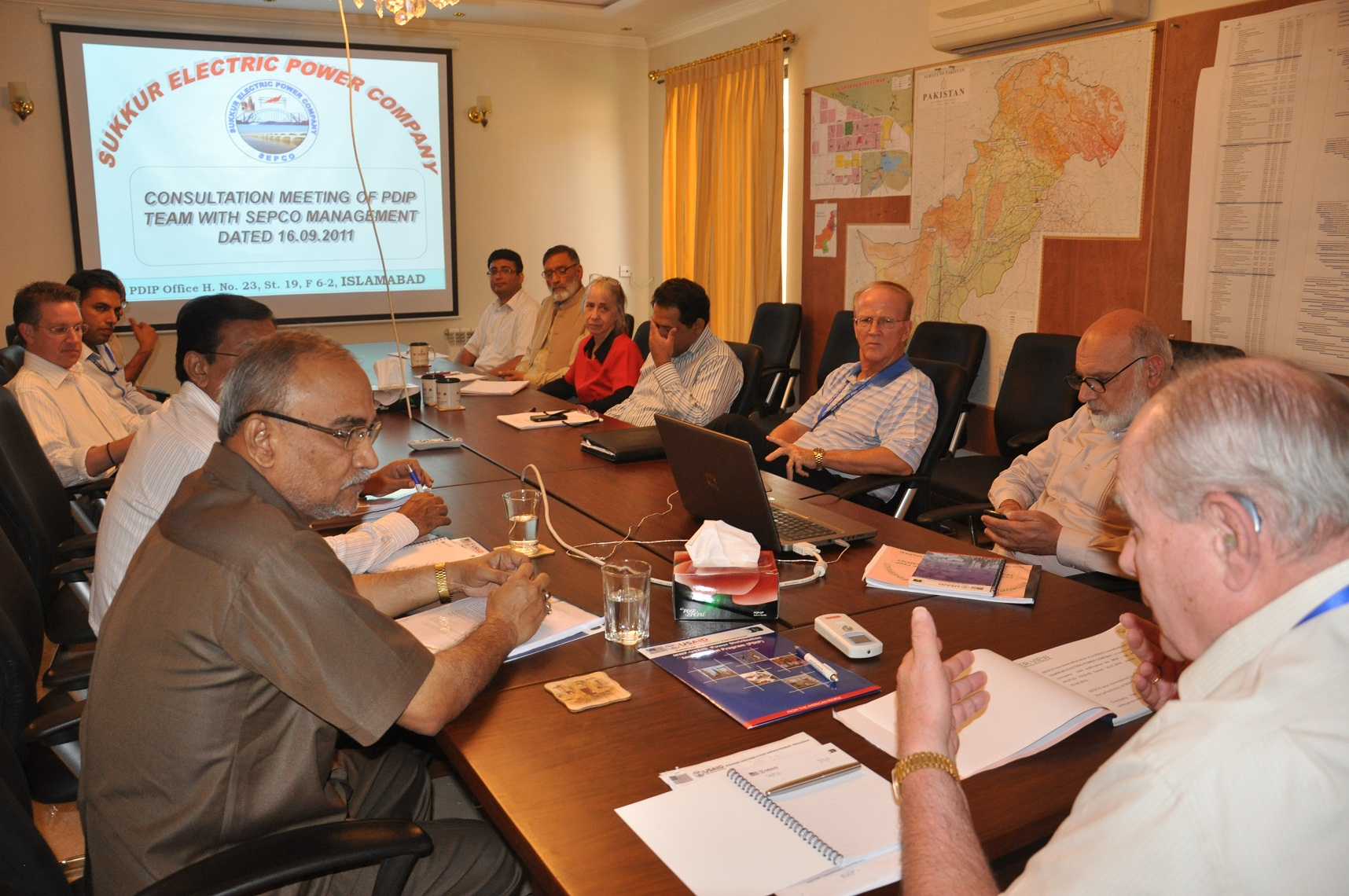
Một nhóm nhân sự quản lý cấp cao

Quản lý cấp cao (Senior management) hay còn gọi là Quản lý điều hành (Executive management) hay còn gọi là Quản lý bề trên (Upper management) là một chức danh nghề nghiệp ở cấp độ quản lý cao nhất của một tổ chức, do những cá nhân đảm nhiệm các nhiệm vụ hàng ngày là quản lý tổ chức, đôi khi là một công ty hoặc một tập đoàn. Các nhà quản lý điều hành nắm giữ quyền điều hành được ủy quyền cho họ với và theo thẩm quyền của hội đồng quản trị và/hoặc cổ đông (Đại hội đồng cổ đông).

## Tổng quan
Trong hoạt động quản trị doanh nghiệp tồn tại các cấp độ và mức độ trách nhiệm khách nhau, phân hóa từ mức độ trách nhiệm thấp đến mức độ trách nhiệm cao hơn, chẳng hạn như hội đồng quản trị và những người sở hữu công ty (cổ đông), nhưng họ tập trung vào quản trị công ty thông qua việc quản lý đối với ban quản lý cấp cao hoặc điều hành thay vì các hoạt động hàng ngày của doanh nghiệp. Ban quản lý điều hành thường bao gồm những người đứng đầu sản phẩm và/hoặc đơn vị địa lý của công ty và các giám đốc điều hành chức năng như giám đốc tài chính, giám đốc điều hành và giám đốc chiến lược. Trong quản lý dự án, ban quản lý cấp cao cho phép tài trợ cho dự án. Ban quản lý cấp cao là một tập hợp thường trực thường bao gồm một số nhà quản lý cấp cao trong một công ty. Tuy nhiên, không có định nghĩa rõ ràng về ban quản lý cấp cao của một tổ chức là gì. Ban quản lý cấp cao được thành lập bởi tổng giám đốc điều hành (CEO) để thực hiện một nhiệm vụ cụ thể. Khi thực hiện nhiệm vụ này, nhìn chung, nhóm có trách nhiệm cao hơn nhiều và có quyền tự chủ đáng kể so với các loại nhóm khác. Các nhiệm vụ có thể bao gồm:
- Đảm bảo tổ chức có hiệu quả và thành công bằng cách chịu trách nhiệm thực hiện chiến lược phù hợp mà tổ chức có thể thích ứng,
- Quản lý hiệu quả nhu cầu của các bên liên quan,
- Đưa ra định nghĩa rõ ràng về những gì cấu thành nên hiệu quả và thành công,
- Đảm bảo thực hiện chiến lược và hướng các nguồn lực vào mục tiêu thành công,
- Xem xét liệu hành động của họ có liên quan đến mục tiêu chung của tổ chức hay không.

Cách thức tập hợp và làm việc cùng nhau như một nhóm của ban quản lý cấp cao có thể rất khác so với các nhóm khác. Điều này chủ yếu dựa trên thực tế là các nhà quản lý cấp cao đã thành công với tư cách là cá nhân, điều này thường dẫn đến việc tập trung vào các mục tiêu của nhóm chức năng hơn là làm việc phụ thuộc lẫn nhau để hướng đến một mục tiêu chung. Ban quản lý cấp cao bao gồm các nhà quản lý cấp cao từ các lĩnh vực chức năng khác nhau của công ty, vì vậy họ thường có các lĩnh vực chuyên môn khác nhau. Sự đa dạng và tính không đồng nhất trong các nhóm có thể có tác động tích cực đến làm việc nhóm. Tuy nhiên, cũng có những tác động tiêu cực cần phải vượt qua như một nhóm như không coi trọng các ý kiến và quan điểm khác nhau. Một CEO làm gương về hành vi coi trọng và đảm bảo nhóm có cả mục đích và mục tiêu rõ ràng có thể làm được điều đó. Điều này cũng làm giảm hiệu ứng phân loại xã hội vì nó khiến các thành viên trong nhóm tập trung nhiều hơn vào mục tiêu chung của họ hơn là vào sự khác biệt của họ.